# Witold Morawski (socjolog)
Witold Morawski (ur. 14 lutego 1938 w Woli Wierzbowskiej) – socjolog, profesor i wykładowca Akademii Leona Koźmińskiego w Warszawie. 
W obiekcie jego badań i zainteresowań znajdują się obszary związane z socjologią ekonomiczną, postawami ekonomicznymi we współczesnym świecie oraz człowieku w kontekście ekonomicznym, socjologicznym oraz kulturowym. W latach 60-70 przebywał w USA (Berkley oraz San Francisco), gdzie badał procesy kulturowe zachodzące w tamtej społeczności.
Od 1984 profesor zwyczajny Uniwersytetu Warszawskiego, od 1997 w Akademii Leona Koźmińskiego.
W latach 1992-96 redaktor naczelny Polish Sociological Review.

## Publikacje
- Konflikt przemysłowy w Ameryce (1970)
- Nowe społeczeństwo przemysłowe (1975)
- Zmiana instytucjonalna. Społeczeństwo. Gospodarka. Polityka (1998)
- Socjologia ekonomiczna (2001)
- Konfiguracje globalne (2010)
- Socjologia ekonomiczna. Przewodnik (2018)